# Friedrich Culemann (Kunstsammler)

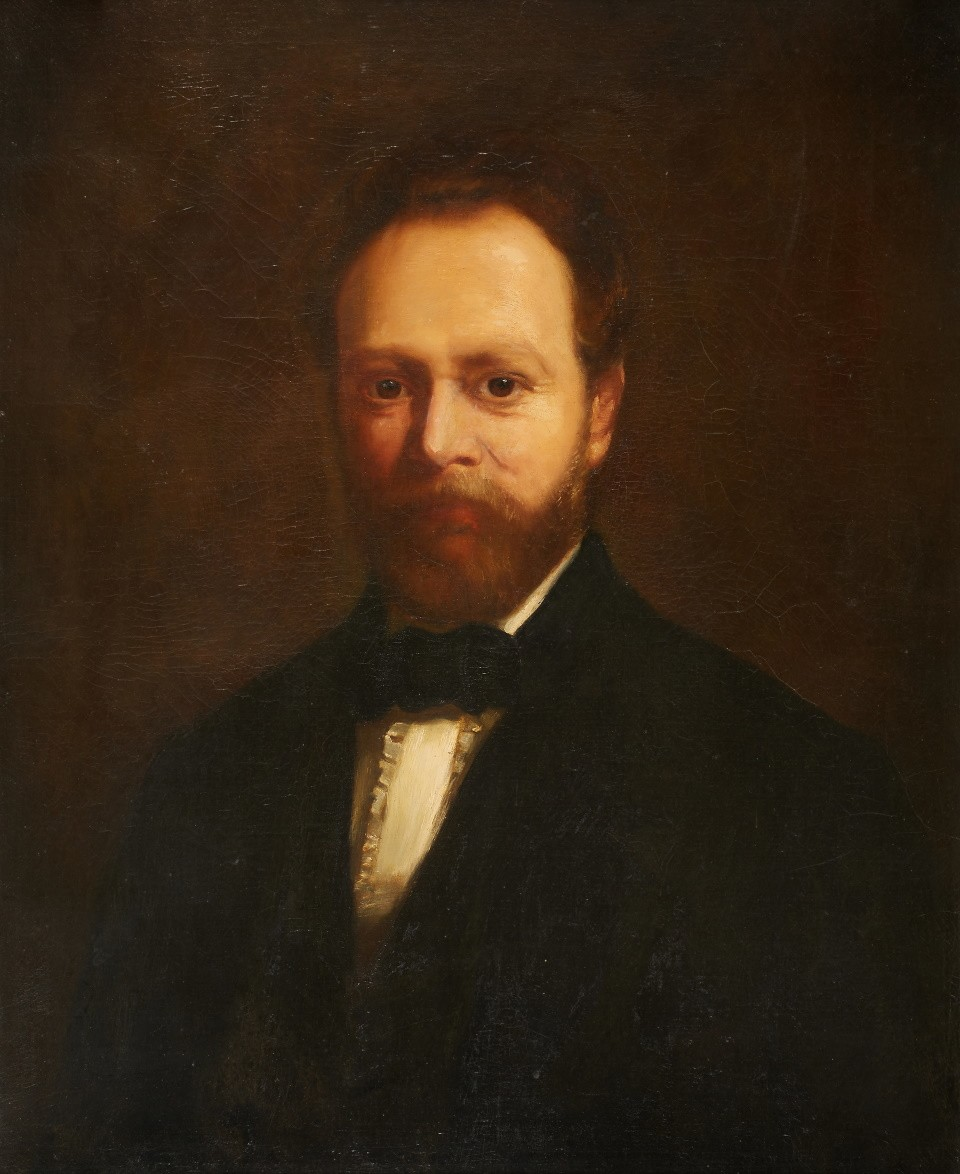
Brustbild Culemanns;
Öl auf Leinwand; Museum August Kestner

Friedrich Georg Hermann Culemann (* 25. August 1811 in Hannover; † 6. Dezember 1886 ebenda) war ein deutscher Unternehmer, Kommunalpolitiker sowie Kunst- und Büchersammler.

## Leben und Wirken
Culemann war der Sohn des hannoverschen Buchdruckers und Buchhändlers Friedrich Bernhard Culemann und der Neffe des Kartografen Friedrich Wilhelm Culemann. Nach dem Besuch des Gymnasiums und einer kaufmännischen Ausbildung übernahm er 1836 den väterlichen Betrieb Culemann, Druckerei und Verlag, Hannover, in dem seit 1826 die Monumenta Germaniae Historica gedruckt wurden und ab 1832 die Hannoversche Zeitung herausgegeben wurde. 1834 wurde er in die Freimaurerloge „Zum schwarzen Bär“ in Hannover aufgenommen. 1837 heiratete er Wilhelmine Dorothea Fiedler.

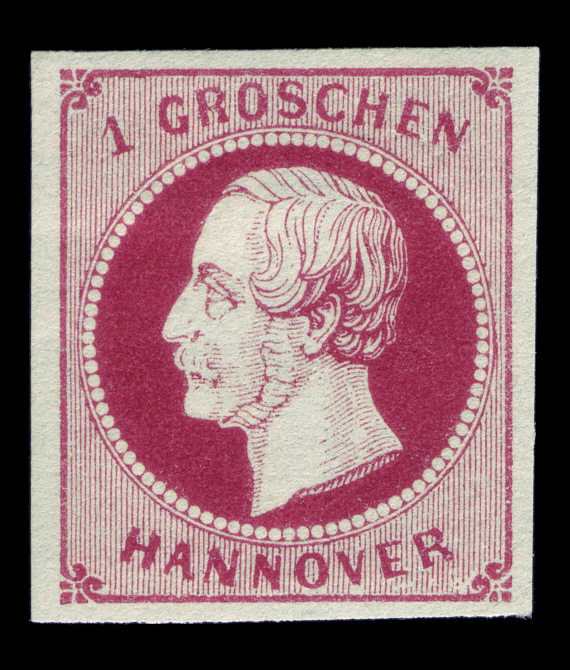
Von Culemann gedruckte hannoversche Briefmarke mit dem Konterfei von König Georg V.

Unter seiner Leitung wurde das Familienunternehmen zur führenden Druckerei im Königreich Hannover und erhielt den Beinamen Welfendruckerei. 1838 schaffte Culemann die erste Schnellpresse in Hannover an; 1850 wurden hier die ersten Briefmarken Hannovers gedruckt. 1857 kaufte Culemann die Hannoverschen Anzeigen und verband sie mit der Hannoverschen Zeitung zur regierungsfreundlichen Neuen Hannoverschen Zeitung. Von 1844 bis 1886 war er als Senator der Stadt Hannover Schuldezernent. Als Mitglied der städtischen Baukommission war Culemann am Bau des Schulkomplexes aus Realgymnasium und Ratsgymnasium 1854 am Georgsplatz beteiligt.

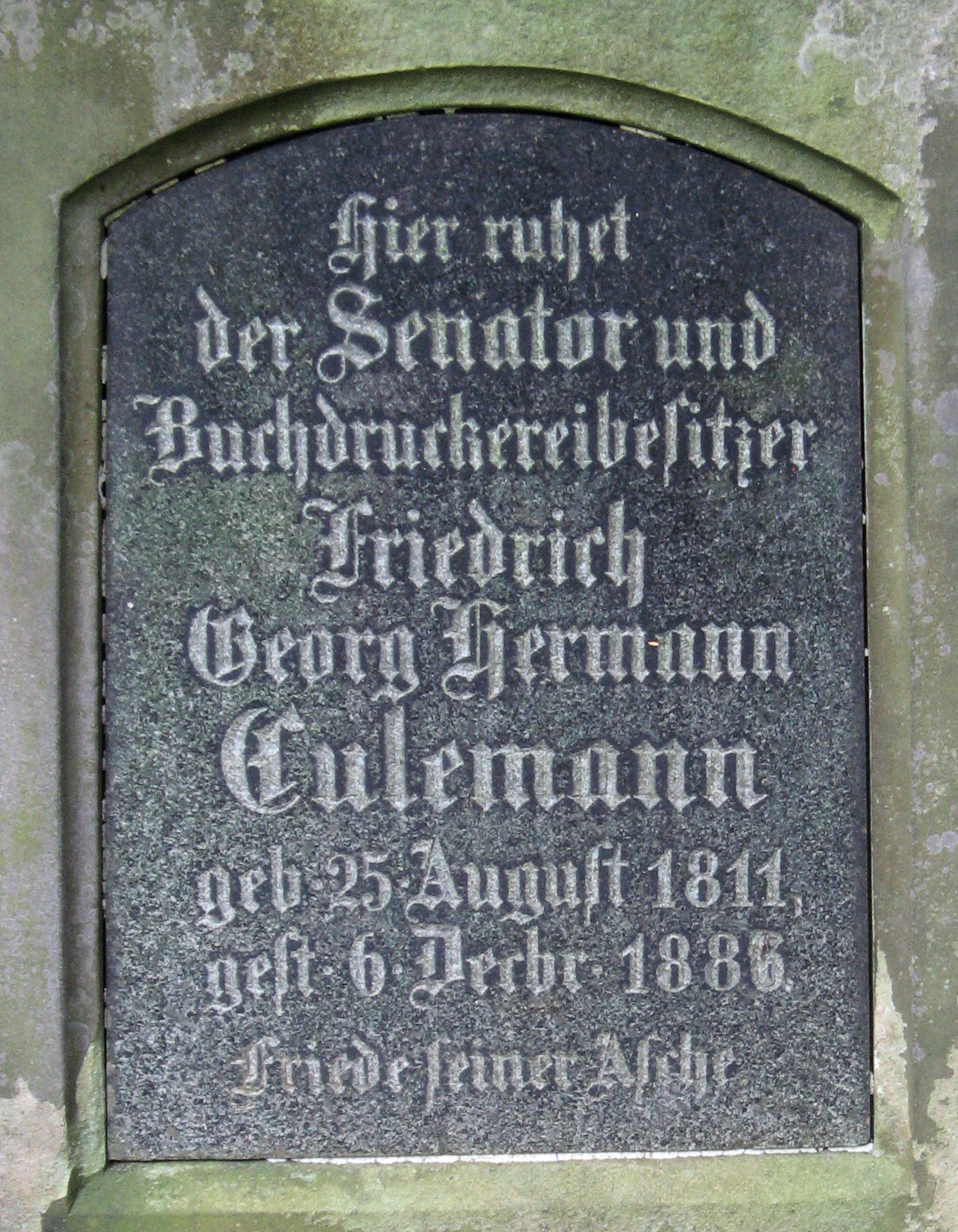
Detail von Culemanns Grabmals auf dem Stadtfriedhof Engesohde

Culemann trug in jahrzehntelanger Sammlertätigkeit eine große Kunst- und Büchersammlung zusammen. Dazu gehörten mittelalterliche Skulpturen, Tafelbilder aus Deutschland und den Niederlanden, Autographen, Münzen und Medaillen. Sammelschwerpunkte bei seinen Büchern bildeten eine typographische Bibliothek sowie eine umfangreich Sammlung von Inkunabeln. Eine wichtige Rolle spielte er in der Überlieferungsgeschichte des Reineke Fuchs. Culemann hatte sieben Blätter eines Drucks erworben, die eine mittelniederländische Versfassung des Reynaert enthielten; sie befinden sich heute in Cambridge. Die Fragmente konnten mit dem Drucker der Antwerpener Prosafassung, Geeraert Leeu, identifiziert werden und bildeten das fehlende Zwischenstück zur Lübecker Inkunabel Reynke de vos von 1498; im Jahre 1862 ließ August Heinrich Hoffmann von Fallersleben die bis dahin nahezu unbekannten Culemannschen Bruchstücke nachdrucken. 1861 gelang Culemann die Entdeckung des verschollen geglaubten Evangeliars Heinrichs des Löwen in Prag und die Vermittlung an König Georg V.

## Grabmal
Das Grabmal von Friedrich Georg Hermann Culemann findet sich auf dem Stadtfriedhof Engesohde in Hannover, Abteilung 2. Grabnummer 4a – 4c.

## Nachlass
1887 erwarb die Stadt Hannover die Sammlung Culemann. Zusammen mit der Sammlung August Kestners bildet sie den Grundstock der Sammlungen des Kestner-Museums. 1889/90 wurde der größte Teil der Bücher aus der Sammlung Culemann (ca. 2000 Bde.) an die Stadtbibliothek Hannover abgegeben, die sich damals noch im Gebäude des Kestner-Museums befand. Nur die auf die Kunstgeschichte bezogenen Werke wurden dem Kestner-Museum übereignet. Ebenfalls aus der Culemannschen Sammlung erhielt das Kestner-Museum ca. 150 mittelalterliche Handschriften, 2400 Autographen und etwa 700 Inkunabeln, von denen heute noch ca. 400 vorhanden sind. Die Stadtbibliothek hatte schon 1843 und 1861 jeweils zwei Handschriften von Culemann als Geschenk erhalten.
Culemanns Bibliotheca Typographica war schon 1870 bei Sotheby’s versteigert worden. Bücher mit dieser Provenienz finden sich in vielen Bibliotheken der Welt, wie etwa ein Koberger-Druck der Legenda Aurea von 1480, heute in der Bibliothek der University of London.

## Auszeichnungen und Ehrungen
Friedrich Georg Culemann wurde mit der Goldenen Ehrenmedaille für Kunst und Wissenschaft ausgezeichnet und 1861 mit dem Guelphen-Orden geehrt. In Hannover erhielt die seit 1910 bestehende Verbindung zwischen Friedrichswall und Kurt-Schwitters-Platz 1935 den Namen Culemannstraße.

## Schriften (unvollständig)
- Die Legende vom Ritter Herrn Peter Diemringer von Staufenberg in der Ortenau. Hannover: Culemann 1849
- Das Evangeliarium Herzog Heinrich des Löwen. [Hannover: Culemann] [1864]